# Lumbrineris luti
L'arenicola (Lumbrineris luti Berkeley & Berkeley, 1945) è un anellide marino della famiglia Lumbrineridae.
Vive in substrati sabbiosi, di lunghezza variabile da 10 cm a 30/40 cm.
Viene comunemente ricercato e commercializzato in contenitori contenenti sabbia, per essere usato come esca in varie tecniche sportive di pesca sulla sabbia, praticamente a ogni tipo di pesci grufolatori o onnivori che frequentano i litorali sabbiosi.